# Кередж
Кередж, Карадж (перс. کرج) — місто на півночі Ірану, передмістя Тегерана, розташоване біля підніжжя гір Ельбурс. Населення — 1973 тис. мешканців. Кередж є важливим транспортним центром, через який проходять всі вантажі, що прямують до Тегерана з Каспійського моря. Кередж сполучений зі столицею автомагістраллю, залізницею і лінією метро.

## Клімат
Місто знаходиться у зоні, котра характеризується середземноморським кліматом. Найтепліший місяць — липень із середньою температурою 28.5 °C (83.3 °F). Найхолодніший місяць — січень, із середньою температурою 2.1 °С (35.8 °F).
| Клімат Кереджа          | Клімат Кереджа | Клімат Кереджа | Клімат Кереджа | Клімат Кереджа | Клімат Кереджа | Клімат Кереджа | Клімат Кереджа | Клімат Кереджа | Клімат Кереджа | Клімат Кереджа | Клімат Кереджа | Клімат Кереджа | Клімат Кереджа |
| Показник                | Січ.           | Лют.           | Бер.           | Квіт.          | Трав.          | Черв.          | Лип.           | Серп.          | Вер.           | Жовт.          | Лист.          | Груд.          | Рік            |
| Середня температура, °C | 2,1            | 4              | 8,9            | 14,8           | 20,2           | 25,5           | 28,5           | 27,4           | 23,6           | 17,1           | 10,6           | 4,8            | 15,6           |
| Норма опадів, мм        | 47.8           | 42.5           | 47.3           | 36.6           | 25.3           | 9.4            | 7.1            | 11.2           | 21.1           | 48.8           | 42.5           | 51             | 390.6          |
| Днів з опадами          | 10,5           | 9,6            | 12,2           | 11,5           | 9,9            | 3,6            | 2,5            | 2,5            | 2,5            | 6,8            | 7,3            | 9,4            | 88,3           |
| Вологість повітря, %    | 68.8           | 62.8           | 54.3           | 46.9           | 41.8           | 33             | 32.3           | 32.6           | 33.8           | 44.1           | 53.9           | 65.5           | 47.5           |
| ----------------------- | -------------- | -------------- | -------------- | -------------- | -------------- | -------------- | -------------- | -------------- | -------------- | -------------- | -------------- | -------------- | -------------- |
| Джерело: Weatherbase    |                |                |                |                |                |                |                |                |                |                |                |                |                |

## Історія
Вік Караджа сягає тисячоліть. Свідченням цьому є кам'яний зороастрійський храм вогню Тахт-і-ростам епохи Парфії.

## Музеї
- Національний музей автомобілів Ірану

## Спорт

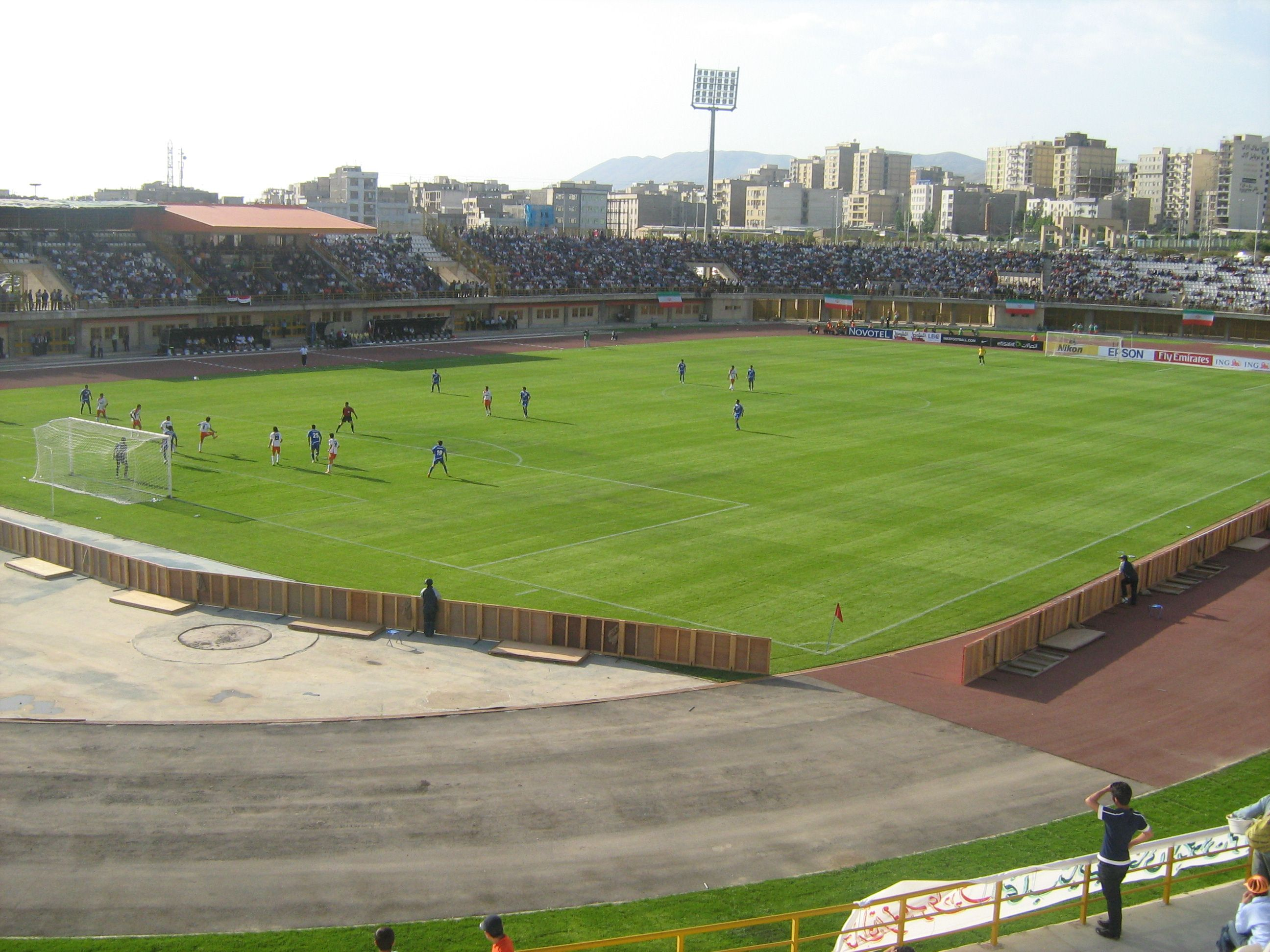
Стадіон Енгелаб у Кереджі

У Кереджі народилимь кілька гравців для національних збірних різних видів спорту.
Карадж має багатоцільовий стадіон Енгелаб Enghelab Stadium (Karaj) місткістю 15 000 чоловік. Використовується в основному для футбольних матчів і є домом для футбольної команди Saipa FC.
Карадж є домом для футбольної команди Сайпа - однієї з основних футбольних команд Чемпіонату Ірану з футболу. Команда зареєстрована в Тегерані, але домашні матчі проводить у Кереджі, її називають «Saipa Кередж». У цьому клубі одна з найкращих шкіл для молодих футболістів в Ірані.
У Кереджі також є тенісний парк Яхансхайр (Jahanshahr).
Близько до Кереджа у горах Ельбруса розташовані гірськолижні курорти Дізін і Хур. Крім того гірськолижному об'єкті Дізін є тенісні корти, схили для занять альпінізмом, а також доступна верхова їзда і деякі маршрути для їзди на велосипеді.
|           |
| Азаді кв. |

|                |
| Зима у Кереджі |

|                             |
| Ісламський університет Азад |